# Arquitectura del Camino de Santiago

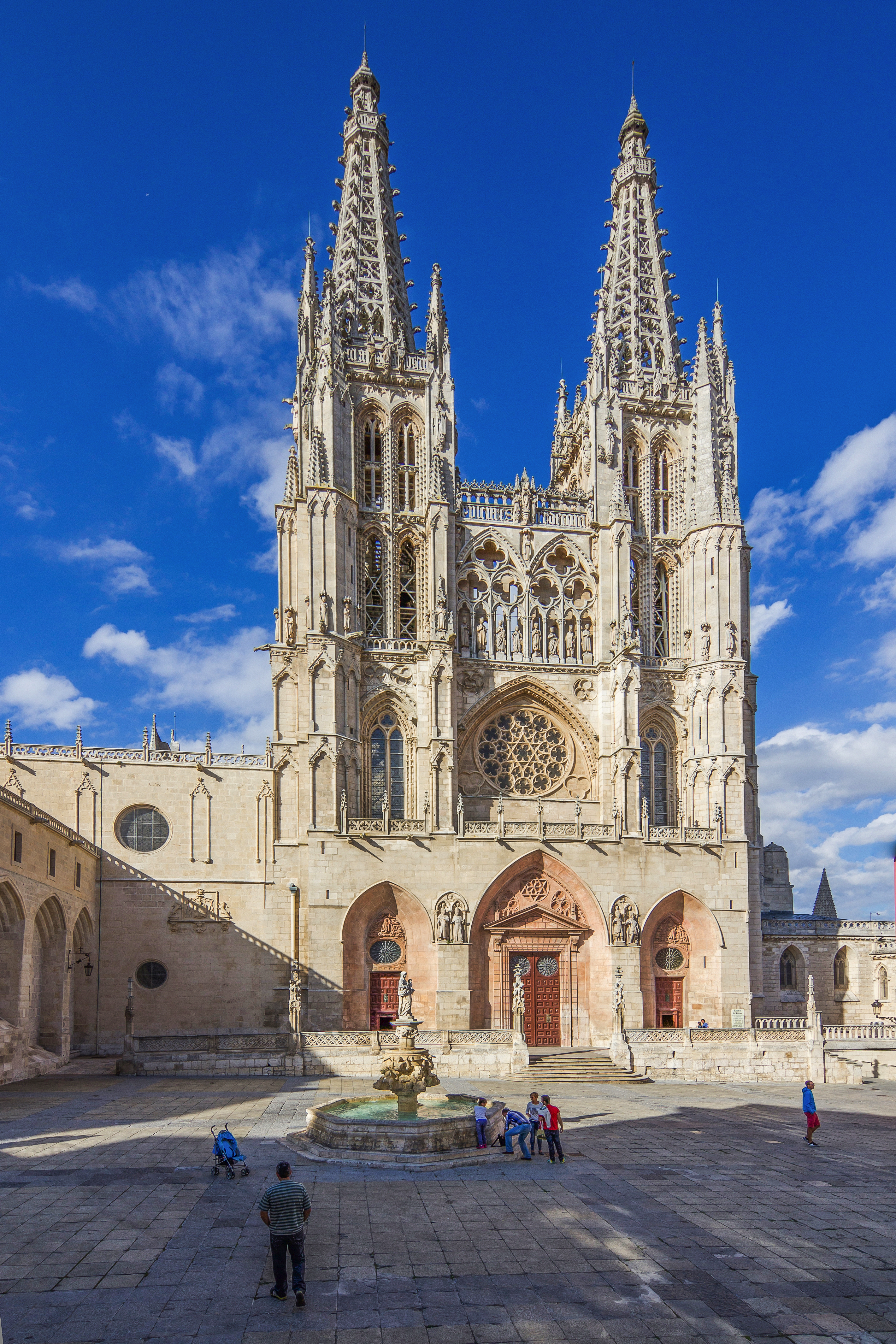
Fachada de la catedral de Burgos, a la vera del Camino de Santiago.

A lo largo del recorrido del Camino de Santiago, es posible apreciar una serie de interesantes obras arquitectónicas.
Si bien el Camino de Santiago desde Saint Jean Pied de Port a Santiago de Compostela, recorre numerosos pueblos rurales del norte de España, también el camino permite entrar en contacto y admirar numerosos baluartes de la arquitectura española en una mezcla ecléctica de estilos, en varias ciudades importantes. Entre las obras que los peregrinos encuentran a su paso se destacan especialmente: el Puente la Reina, la catedral de Burgos, la Casa Botines, el Palacio Episcopal en Astorgue y la catedral de Santiago de Compostela.

## Puente la Reina

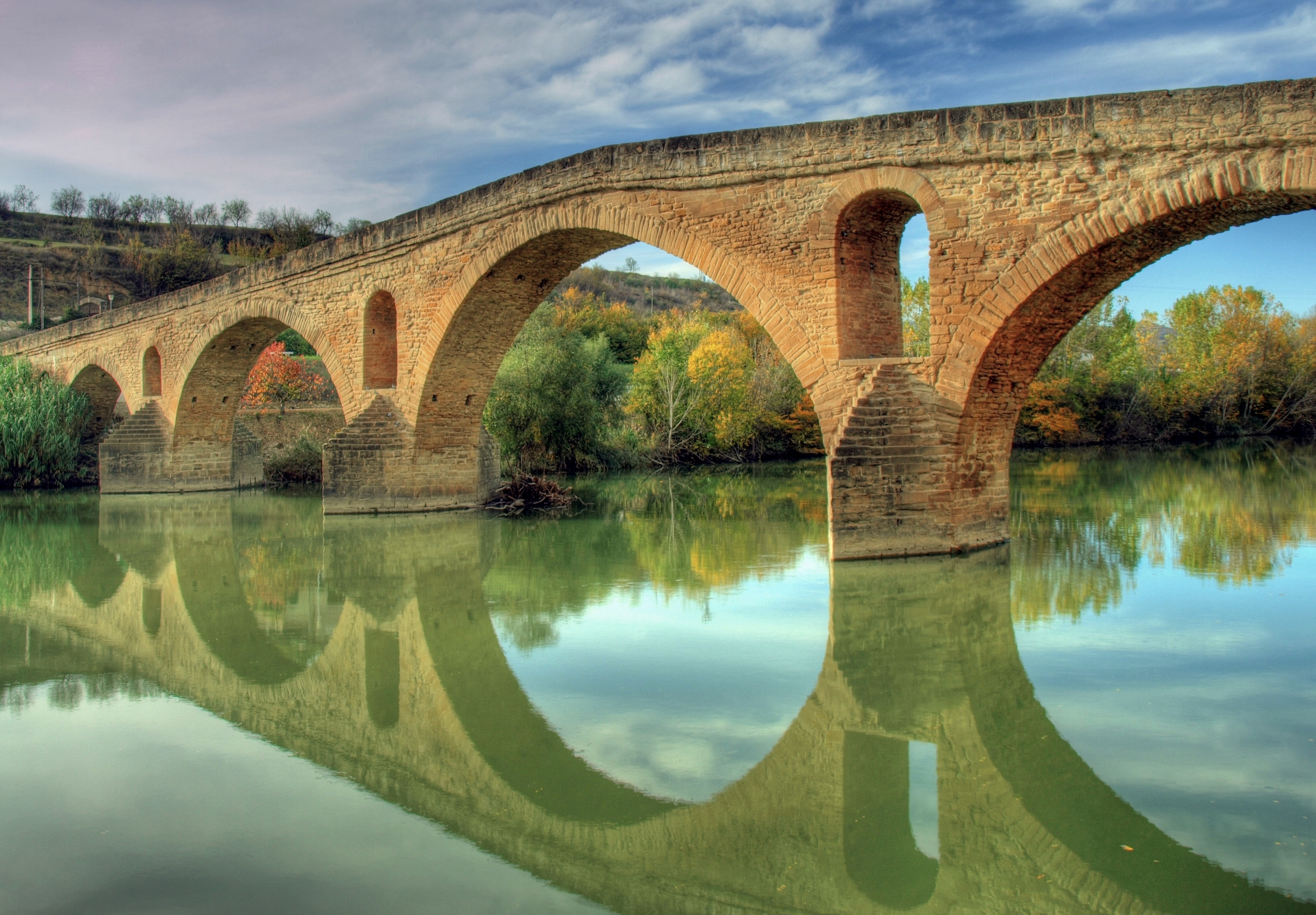
Puente románico sobre el río Arga.

El mismo se encuentra en la localidad de Puente la Reina en Navarra. El mismo es un impresionante puente románico, que ayuda a que los peregrinos crucen  el río Arga. En el puente convergen dos caminos de peregrinaje uno proviene desde Roncesvalles, mientras que el otro posee su inicio en Toulouse.
El puente fue construido en el siglo XI, para ayudar a los peregrinos en su camino. El puente posee siete arcos románicos y presenta arcos más pequeños para permitir que el río fluya cuando el nivel del río sube. Anteriormente el puente poseía dos torres en cada extremo y uno al medio con fines de defensa. La torre central presentaba la imagen de la Virgen del Puy hasta que la misma fue trasladada a la cercana iglesia de San Pedro en 1843. Según la leyenda, un pájaro limpiaba la imagen y cada vez que aparecía, las campanas sonaban y comenzaban los festivales.

## Catedral de Burgos
La catedral de la ciudad de Burgos en Castilla y León se yergue imponente en el medio del casco antiguo y la plaza principal de la ciudad. La catedral de estilo gótico fue construida entre los años 1221 y 1567. La misma es una excelente estructura de arte gótico, tanto por sus elementos externos, como por los  vitrales, coros y pinturas que la adornan. Su planta es una cruz latina, y su estilo gótico es el característico del norte de Francia.

## Casa Botines

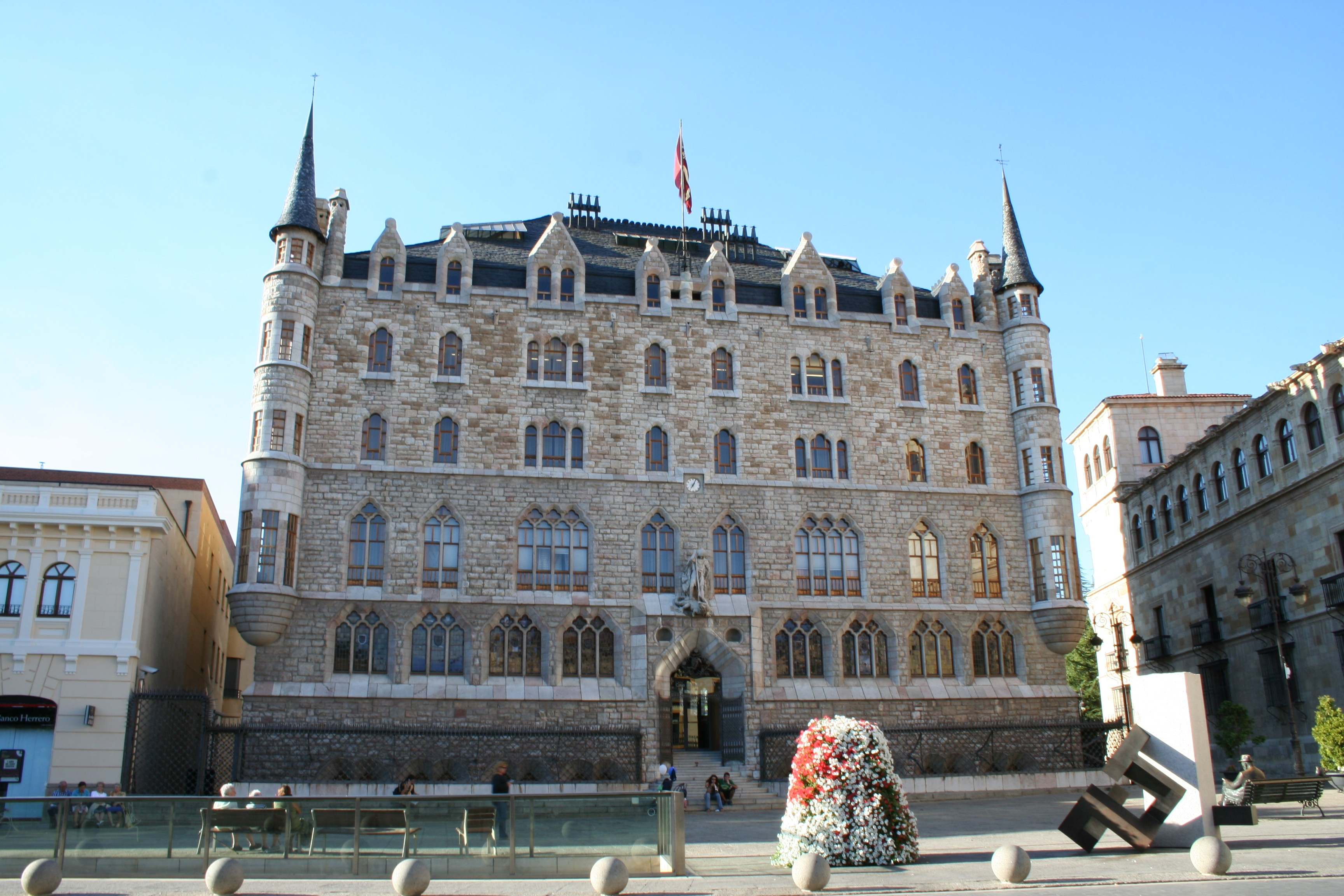
Fachada de la Casa Botines en León.

La casa Botines es una obra del arquitecto Antoni Gaudí, y se encuentra en la localidad de León en  Castilla y León. En realidad Gaudí rediseña la propiedad, cuyo nombre corresponde a Joan Homs Botinàs, el propietario de la empresa textil que una vez albergó. La empresa textil suministraba piezas de tela a  la empresa de Eusebi Güell en Cataluña y así es como surgió la comisión de Gaudi. En 1891 Eusebi Güell encomendó a Gaudi que rediseñe el edificio y lo transforme en algo espectacular.
Gaudi lo diseñó con una característica neogótica pero con un toque medieval. El aspecto neogótico de la construcción se destaca por sus torres de esquina.

## Palacio Episcopal de Astorga
El Palacio Episcopal es una obra del arquitecto Antoni Gaudí, y se encuentra en la localidad de Astorga en León. El obispo Joan Baptista Grua le solicitó a Gaudí construyera el nuevo Palacio Episcopal luego que el original se quemara por completo en 1886.
Las obras comenzaron en 1889 pero Gaudí abandonó el proyecto en 1893 debido a la constante lucha con las autoridades locales. Y la obra debió ser completada por el arquitecto, Ricardo García Guereta, quien la completa en 1915.
El Palacio está construido en estilo modernista neo-gótico, y Gaudí pidió piedra de granito de El Bierzo para que el edificio se destaque contra la arenisca roja de la catedral ubicada en las adyacencias. Las cuatro torres y el foso le dan al edificio un aspecto de castillo de cuento de hadas, mientras que los tres arcos de entrada le proveen cierta majestuosidad.

## Catedral de Santiago

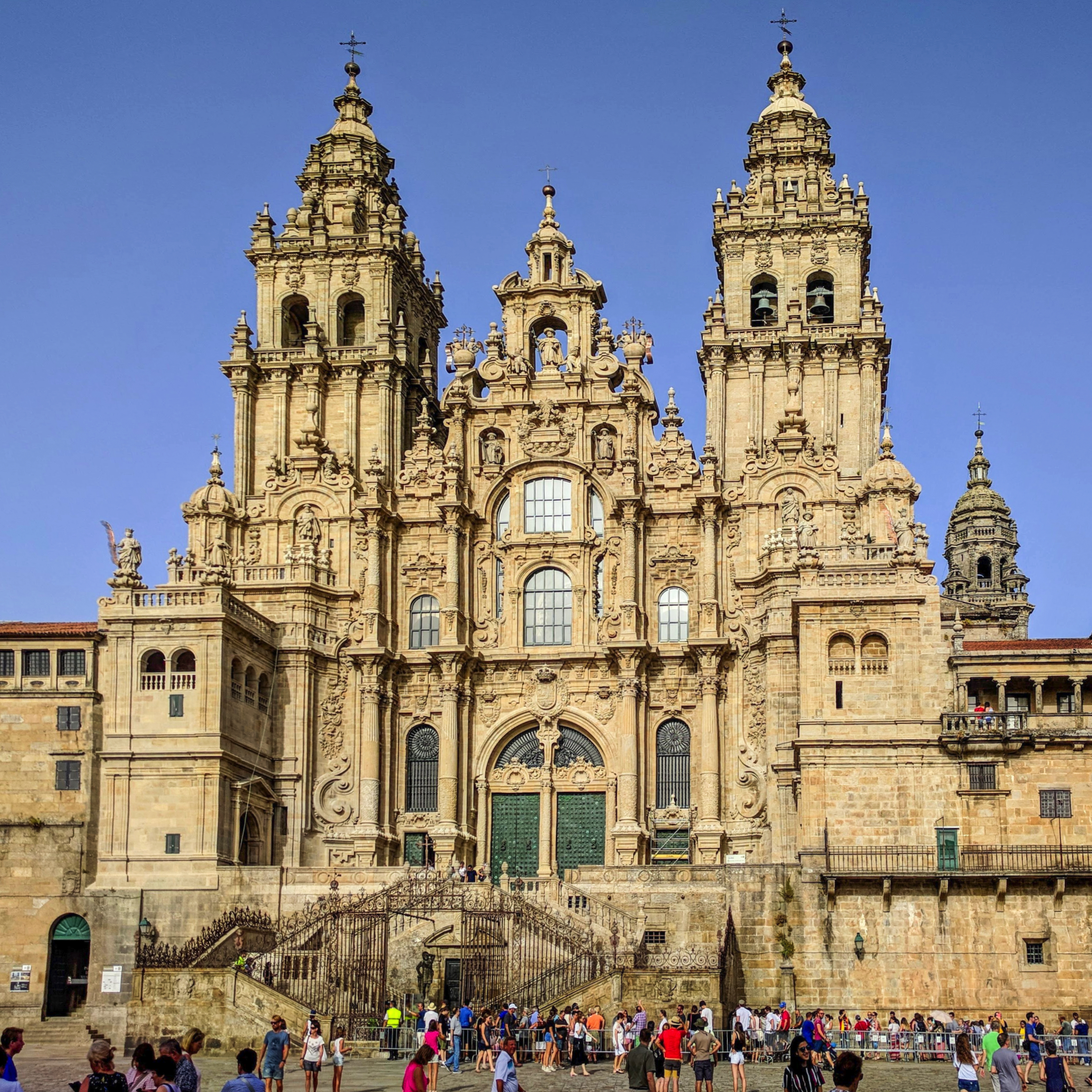
Catedral de Santiago de Compostela, meta del Camino de Santiago.

La catedral de Santiago de Compostela en Galicia, marca el final del Camino de Santiago. Las obras en la catedral románica comenzaron en 1075 y son completadas en 1211.
La fachada del crucero sur es denominada Puerta de las Platerías , en estilo románico. Sin embargo, el exterior oeste fue diseñado en estilo barroco español por Fernando de Casas Nuova a mediados del siglo XVIII. En el interior de la catedral, la nave, con sus arcos redondeados y la escultura en relieve del Pórtico de la Gloria, son representativos del estilo románico.
La catedral fue modernizada a fines del siglo XVII, se construyó un elaborado baldaquino sobre el altar mayor.